# Индекс автомобильных номеров Бутана
Автомобильные номерные знаки в Бутане выдаются Департаментом безопасности дорожного движения и управления транспортом, который входит в состав министерства информации и коммуникаций.

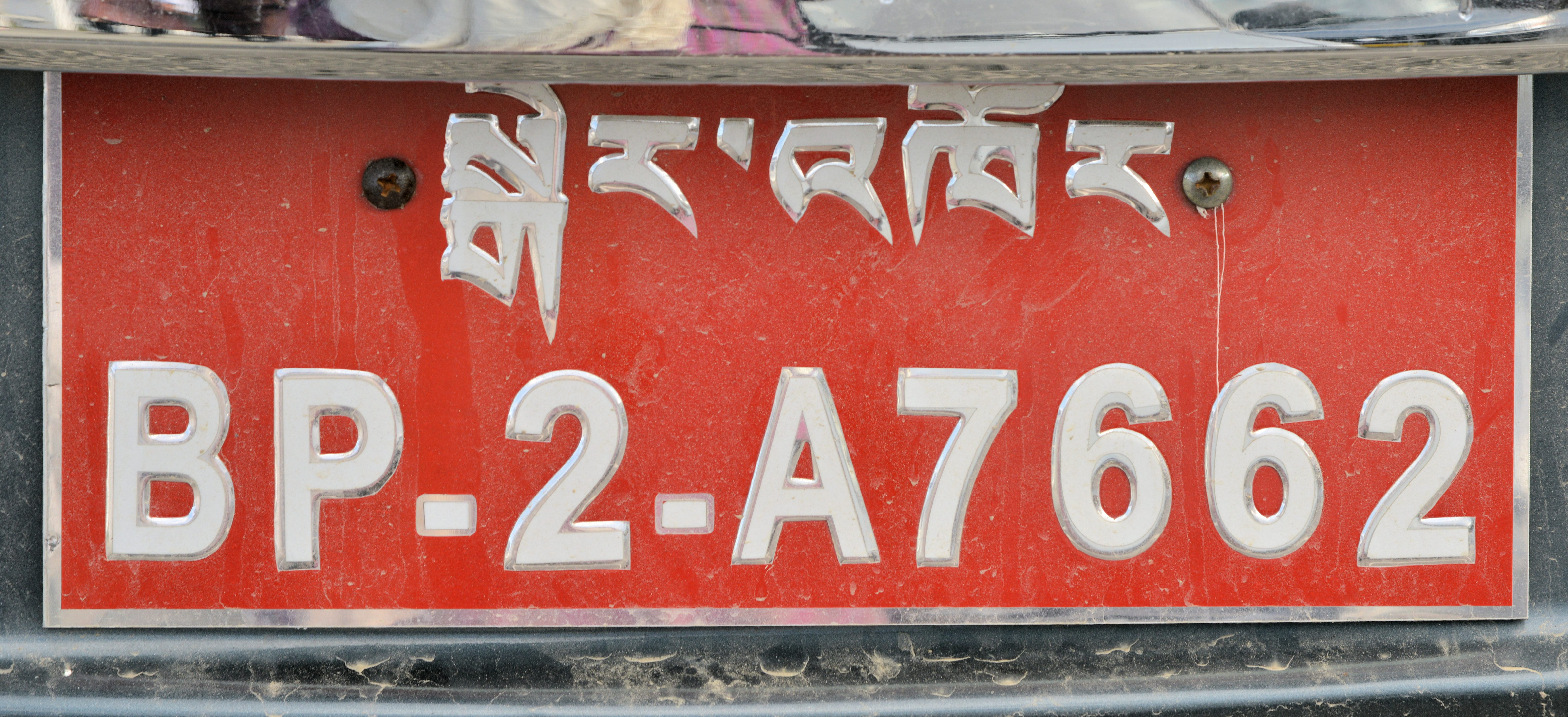
Бутанский автомобильный номер

## Типы регистрационных номеров

### Частный транспорт
Номерные знаки частных транспортных средств состоят из букв и цифр в формате LL N NNNN. Буквы и цифры белого цвета на красном фоне. Первые две буквы частного транспорта — BP. Далее следует цифра, которая обозначает регион, в котором зарегистрировано транспортное средство:
1. Западный Бутан
2. Центральный Бутан
3. Восточный Бутан
4. Южный Бутан[1].

Далее следуют четыре цифры (например, 1234). Таким образом, автомобиль, зарегистрированный в Западном Бутане может иметь номер BP-1-1234.

### Такси

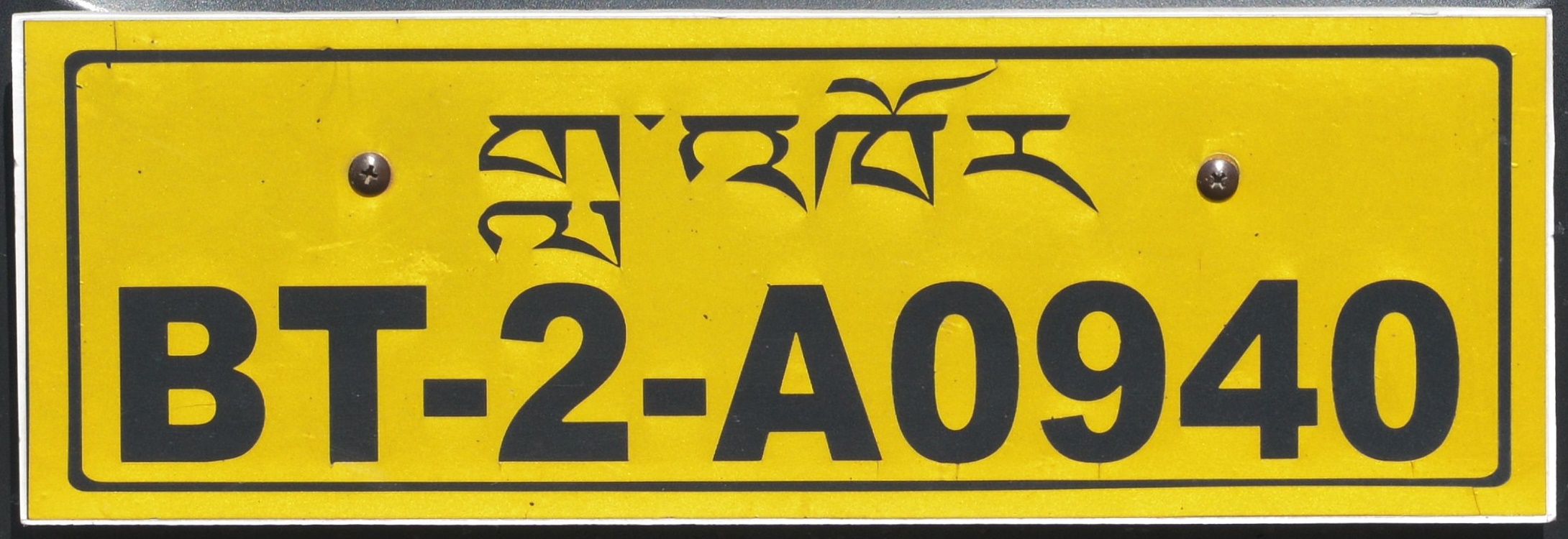
Бутанский номерной знак такси

Номерные знаки автомобилей такси похожи на номерные знаки частных автомобилей, только первые буквы заменены на BT. Буквы и цифры чёрного цвета на жёлтом фоне. Региональная цифра остаётся неизменной.

### Государственный транспорт

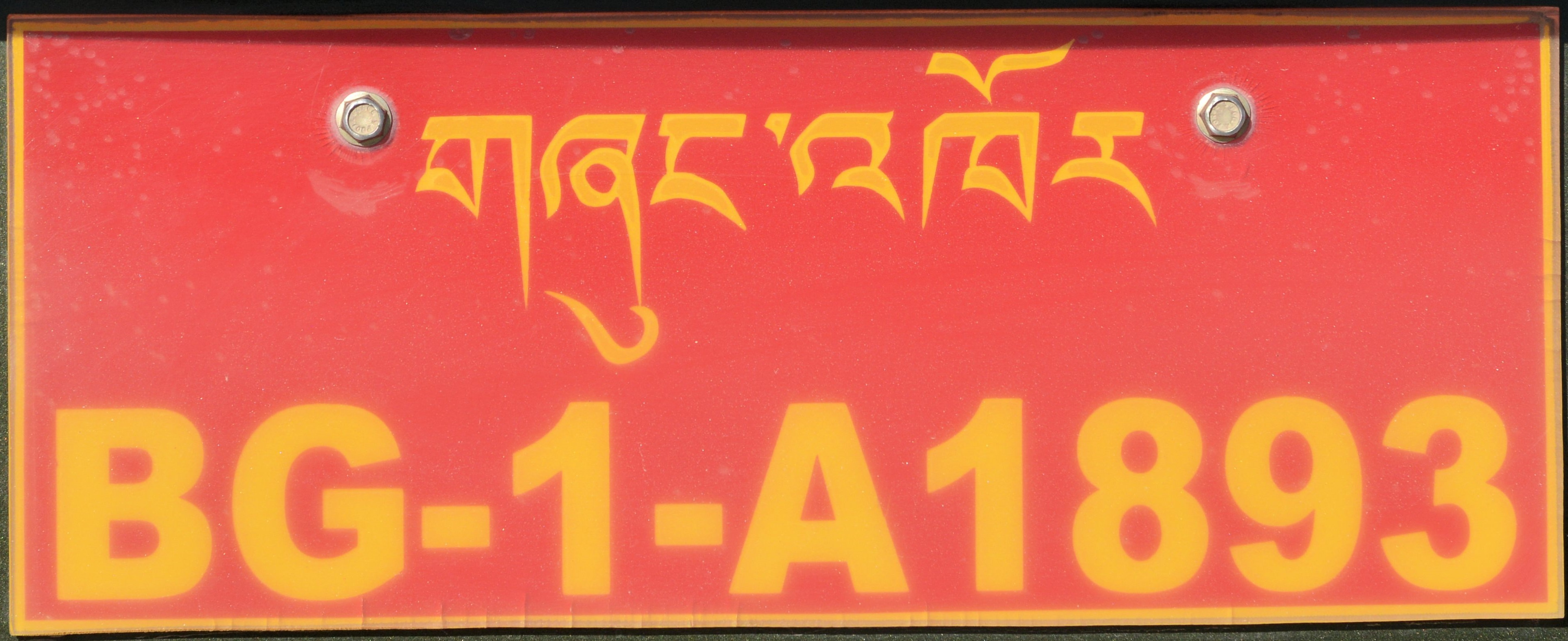
Бутанский номерной знак государственного транспорта

На номерных знаках государственных автомобилей буквы и цифры жёлтого цвета на красном фоне. Первые две буквы — BG, а затем как на частных автомобилях.

## История
Ранее в Бутане на номерных знаках была группа из трёх букв на левой стороне с указанием региона и класса регистрации, а затем 4 цифры. Например, номер BWP 1001 обозначал, что это частный автомобиль западного региона с номером 1001.